# هنري س. هبيز
هنري س. هبيز (بالإنجليزية: Henry C. Hibbs) هو مهندس معماري أمريكي، ولد في 26 يناير 1882 في كامدن في الولايات المتحدة، وتوفي في 1949.